# پخش همگانی

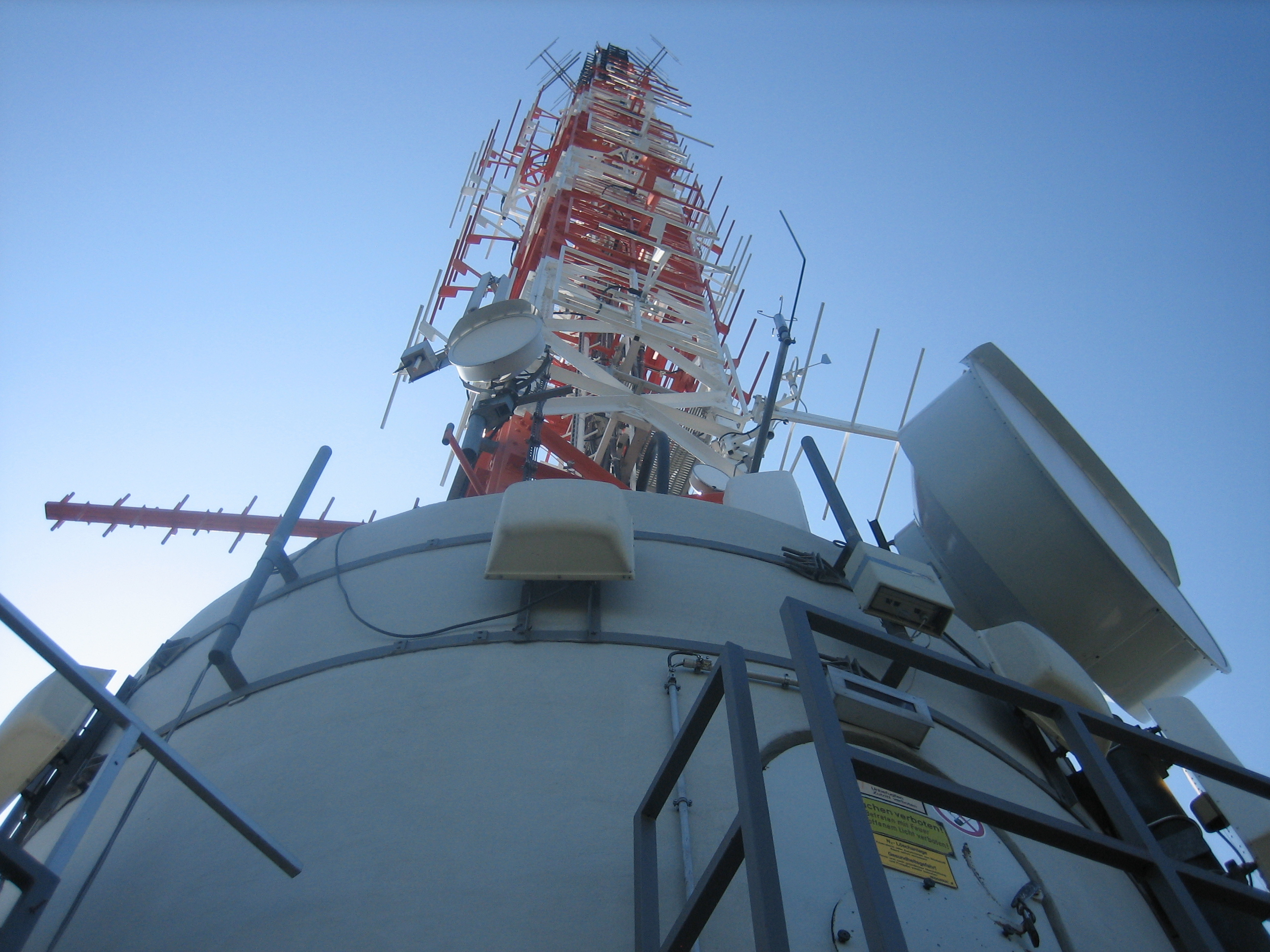
یک آنتن پخش در اشتوتگارت

پخش همگانی، سخن‌پراکنی، همه‌فرستی یا رسانه (در تعاریف مخابراتی و ارتباطات رادیویی) (به انگلیسی: broadcasting), پخش و انتشار پیام‌های شنیداری و/یا دیداری به مخاطب است. مخاطب می‌تواند عموم مردم باشد یا زیرمجموعهٔ نسبتاً بزرگی از کل، مثلاً کودکان یا جوانان. سخن‌پراکنی بخش بسیار بزرگی از رسانه‌های گروهی را می‌سازد. سخن‌پراکنی برای یک دامنهٔ بسیار باریک از مخاطبان را محدودفرستی یا باریک‌فرستی (narrowcasting) می‌گویند.
به ارسال داده به یک فرد تحت پروتکل های اینترنتی , یونیکست (به انگلیسی : tUnicas) می گویند که جزو روش‌های آدرس دهی است.
و چند بخشی (به انگلیسی: Multicast) پیامی را به گروهی از گره‌ها که علاقه‌مندی خود را برای دریافت پیام ابراز کرده‌اند، ارائه می‌دهد. دیتاگرام‌ها به‌طور همزمان در یک انتقال به بسیاری از گیرندگان هدایت می‌شوند. چندپخشی با پخش متفاوت است زیرا آدرس مقصد زیرمجموعه ای از گره‌های قابل دسترسی را مشخص می‌کند، نه لزوماً همه.

## تاریخچه و انواع الکترونیکی سخن‌پراکنی
به‌طور تاریخی، انواع گوناگونی از رسانه‌های سخن‌پراکنی الکترونیکی وجود داشته‌است:
- سخن‌پراکنی تلفنی (۱۸۸۱–۱۹۳۲): از نخستین انواع سخن‌پراکنی الکترونیکی است (با صرف‌نظر از شرکت‌های تلگرافی). سخن‌پراکنی تلفنی با اختراع سامانهٔ تئاتر تلفنی که امکان شنیدن به اپرا و تئاتر را از طریق خطوط تلفن ممکن می‌ساخت، آغاز شد. همچنین با خدمات روزنامه تلفنی رشد یافت.
- همه‌فرستی رادیویی (آزمایشی از ۱۹۰۶، تجاری از ۱۹۲۰): سخن‌پراکنی رادیویی با پخش شنیداری از طریق هوا آنچنان که امواج رادیویی از یک فرستنده به یک آنتن و سپس به دستگاه دریافت‌کننده می‌رفت صورت می‌گرفت.
- همه‌فرستی تلویزیونی (آزمایشی از ۱۹۲۵، تجاری از سال‌های ۱۹۳۰): این رسانه ویدئوبرنامه‌ای توسط عامهٔ مردم مدت‌ها در انتظار بود، تا اینکه برای رقابت با هم‌نیای قدیمی‌تر خود رادیو، به سرعت ارتقاء پیدا کرد.
- رادیوی کابلی (از ۱۹۲۸) و تلویزیون کابلی (از ۱۹۳۲): هر دویشان با کابل هم‌محور که به‌عنوان رسانه (محیط) انتقال برای برنامه‌های تولیدی در ایستگاه رادیو یا تلویزیون بود کار می‌کردند.
- تلویزیون ماهواره‌ای (از حدود ۱۹۷۴) و رادیوی ماهواره‌ای (از حدود ۱۹۹۰): که برای پخش مستقیم به خانه بود، که ترکیبی از پخش رادیویی و/یا تلویزیونی با پخش ماهواره‌محور بود.
- وب‌پراکنی (Webcasting) ویدئو/تلویزیون (از حدود ۱۹۹۳) و صوتی/رادیو (از حدود ۱۹۹۴): که ترکیبی از پخش ایستگاهی رادیو و تلویزیون با وب‌پراکنی اینترنت‌محور بود.